# Бункед Китбамрунг, Николай
Николай Бункед Китбамрунг (тайск. บุญเกิด กฤษบำรุง, 28.02.1895 г., около Бангкока, Сиам — 12.01.1944 г., Бангкок, Таиланд) — блаженный Римско-Католической Церкви, священник, мученик.

## Биография
Николай Бункед Китбамрунг родился 28 февраля 1895 года в католической семье. В возрасте 13 лет поступил в начальную семинарию. С 1920 года обучался в Высшей духовной семинарии в Пенанге.
24 января 1926 года Николай Бункед Китбамрунг был рукоположён в священника, после чего был викарием в различных католических приходах. C 1930 по 1937 год занимался миссионерской деятельностью на севере Таиланда. В 1937 году стал настоятелем в приходе города Кхорат.
В 1940—1944 годах Таиланд находился в состоянии войны с французским Индокитаем. В это время в Таиланде преследовались католики, которых местные власти считали союзниками Индокитая. 12 января 1941 года Николай Бункед Китбамрунг был арестован, обвинён в шпионаже в пользу Франции и приговорён к пятнадцати годам заключения. Находился в бангкокской тюрьме, где продолжал заниматься миссионерской деятельностью среди заключённых. В тюрьме он крестил 68 человек. За эту деятельность он был специально помещён в камеру, где находились больные туберкулёзом. Заразившись туберкулёзом, Николай Бункед Китбамрунг скончался в тюрьме 12 января 1944 года.

## Прославление
5 марта 2000 года Римский папа Иоанн Павел II причислил Николая Бункеда Китбамрунга к лику блаженных.
День памяти в Католической Церкви — 12 января.